# Anker (Magdeburg)

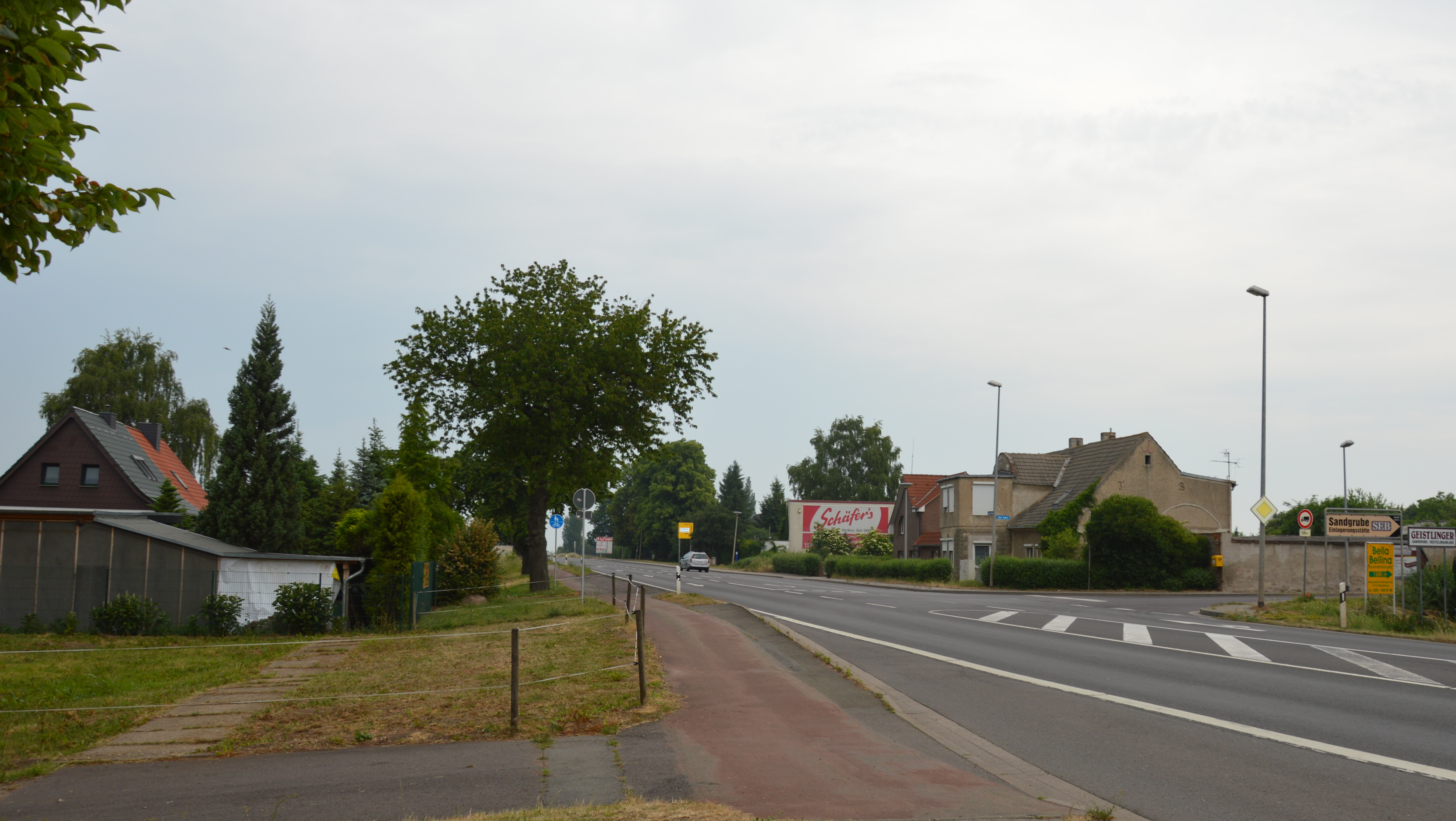
Ortsteil Anker, Blick auf die Einmündung der Straße Zum Anker auf die Leipziger Chaussee

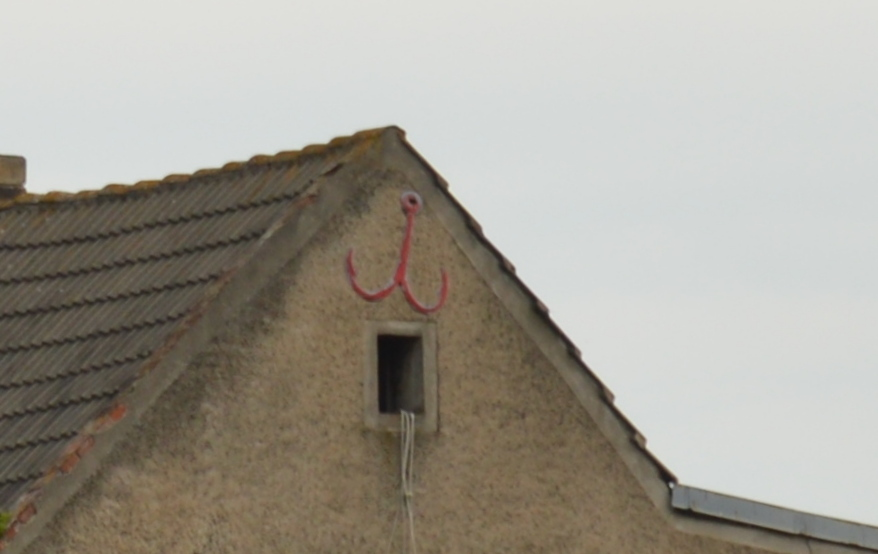
Anker im Giebel des Hauses an der Einmündung

Anker ist ein Ortsteil des Magdeburger Stadtteils Beyendorf-Sohlen.

## Lage
Er liegt westlich von Beyendorf-Sohlen, unmittelbar an der von Magdeburg nach Süden in Richtung Leipzig führenden Landstraße. Die Straße war längere Zeit als Bundesstraße 71 ausgewiesen, ist heute jedoch keine Bundesstraße mehr. Südlich von Anker verläuft die Bundesautobahn 14 und liegt das zur Gemeinde Sülzetal gehörende Dodendorf.
Im Ortsteil trifft die von Beyendorf kommende Straße Zum Anker auf die als Leipziger Chaussee bezeichnete Hauptstraße. Zum Ortsteil gehören nur wenige Häuser, die sich entlang der Hauptstraße ziehen. Ein Hausgrundstück liegt an der Straße Zum Anker.

## Geschichte
Anker geht auf einen hier ursprünglichen befindlichen Gasthof Zum Anker zurück. Er befand sich auf der Ostseite der von Magdeburg nach Leipzig führenden Chaussee und ist schon auf einer Landkarte aus dem Jahr 1850 verzeichnet. Zumindest in den 1930er Jahren wurde die Siedlung kartographisch als Jägersheim bezeichnet. Gemeinsam mit Beyendorf-Sohlen wurde Anker im Jahr 2001 nach Magdeburg eingemeindet.

## Wirtschaft
Am südlichen Ende Ankers befindet sich mit dem Gartenland Findeklee ein größerer Gartenbaumarkt. Östlich der Ortslage wird ein Bagger-Erlebnispark betrieben, noch weiter östlich besteht eine Sandgrube und Bauschutteinlagerungsstätte.